# Kastanéa (ort i Grekland, Nordegeiska öarna)
Kastanéa (Kastanea) är en ort i Grekland.   Den ligger i prefekturen Nomós Sámou och regionen Nordegeiska öarna, i den östra delen av landet, 260 km öster om huvudstaden Aten. Kastanéa ligger 335 meter över havet och antalet invånare är 164. Den ligger på ön Samos.
Terrängen runt Kastanéa är kuperad åt nordost, men åt sydväst är den bergig. Havet är nära Kastanéa åt nordväst. Runt Kastanéa är det ganska tätbefolkat, med 65 invånare per kvadratkilometer. Närmaste större samhälle är Néon Karlovásion, 4,7 km norr om Kastanéa. 